# Mare de Déu del Roser d'Isavarre
La Mare de Déu del Roser d'Isavarre és una capella del poble d'Isavarre, pertanyent al terme municipal d'Alt Àneu, a la comarca del Pallars Sobirà, dins de l'antic terme d'Isil.
És una capella molt senzilla, amb un petit campanar d'espadanya, tota ella emblanquinada.